# Барнетт, Роберт
Сэр Роберт Линдсей Барнетт (англ. Robert Lindsay Burnett; 22 июля 1887 — 2 июля 1959) — офицер Королевского военно-морского флота, адмирал.

## Биография
Получив образование в Королевской военно-морской академии Истмана и Бедфордской школе, Бернетт поступил на службу в Королевский флот в 1902 году. С 1904 года служил на Китайской станции, а с 1908 года — в Атлантическом и Средиземноморском флотах. В 1911 году стал инструктором в школах физической подготовки ВМС.
Во время Первой мировой войны, участвовал в сражении в Гельголандской бухте в 1914 году, в сражении у Доггер-банки в 1915 году и служил на эсминцах Гранд-Флита. В апреле 1918 года получил звание лейтенант-коммандера, в декабре 1923 года — коммандера, а в декабре 1930 года — капитана.
В 1933 году Барнетт стал инструктором в школах физической подготовки ВМС. В январе 1941 года получил звание контр-адмирала, был назначен флаг-офицером миноносцев, а с марта 1942 года — флаг-офицером флотилии эсминцев Флота метрополии. С января 1943 года был флаг-офицером 10-й эскадры крейсеров, а 9 декабря 1943 года получил звание вице-адмирала. Под своим флагом на корабле HMS Belfast участвовал в боевых действиях в Северном море и в Северном Ледовитом океане у берегов Норвегии в сопровождении арктических конвоев, особенно 26 декабря в битве у Нордкапа, где он сыграл важную роль в потоплении немецкого линкора «Шарнхорст» (в большинстве описаний этого сражения он фигурирует как контр-адмирал). Награжден советским орденом Суворова III степени. Возглавлял флот Южно-Атлантической станции с 1944 года. В 1947 году стал главнокомандующим флота в Плимуте, а в мае 1950 года вышел в отставку с действительной службы.

### Семья
В 1915 году Барнетт женился на Этель Констанс Шоу; детей у них не было. Он был младшим братом главного маршала авиации сэра Чарльза Барнетта.